# Schelte Adams Bolswert
Schelte Adams Bolswert, Schelte à Bolswert ou Scheltius à Bolswert (1586-1659) est un graveur néerlandais, notable pour ses œuvres d'après Rubens et Van Dyck.

## Biographie
Schelte est né à Bolsward — d'où son nom — dans la Frise, en 1586. Lui et son grand-frère Boëtius travaillent à Amsterdam et Haarlem avant de s'installer à Anvers. Lors de ses cinq dernières années, Boëtius travaille exclusivement sur des gravures d'après Rubens. À sa mort en 1633, Schelte est employé par le maître dans son atelier, où il travaille en étroite collaboration avec le peintre, qui a parfois retouché ses plaques. Il continue à graver les œuvres de Rubens, même après la mort de ce dernier en 1640.
Il meurt à Anvers en 1659.

## Œuvre et technique
Les plaques de Bolswert ont entièrement été travaillées au burin et ne semble pas avoir utilisé la pointe sèche. Pierre-François Basan dit de son œuvre :
« La liberté avec laquelle cet excellent artiste manie le burin, la rudesse pittoresque de son trait, qu'il a pu imiter sans autre instrument, et l'habileté qu'il avait de distinguer les différentes masses de couleurs, ont toujours été admirées des connaisseurs. »
Joseph Strutt, après avoir cité ce passage, ajoute que Bolswert « dessinait de façon excellente, et sans style propre, ses estampes étant la retranscription exacte des images d'après lesquelles il gravait. » Ses plaques sont généralement signées de son nom.

## Principales estampes

### Divers sujets, dont il est principalement l'auteur du dessin original
- L'Enfant Jésus et Saint Jean Baptiste jouant avec un agneau
- La Vierge Marie et l'enfant Jésus dormant
- La Vierge donnant le sein à l'Enfant
- La Vierge Marie avec les mains repliées sur sa poitrine
- La Vierge Marie avec l'Enfant dans les nuages, avec anges et chérubins
- L'Enfant Jésus caressant la Vierge Marie, et Saint Joseph tenant une poire
- Douze figures de saints en buste
- Douze autres figures de Saints en buste, commençant par Saint Pierre
- Un ermite à genoux devant un crucifix'
- Notre Dame des Douleurs.
- Jésus Christ triomphant sur la Mort
- Saint Barbe en martyre
- Saint Stanislas Kostka à genoux devant un Autel
- Saint François Borgia
- Saint Alphonse Rodríguez
- Robert Bellarmin, de la Société de Jésus
- Leonardus Lessius, jésuite brabançon
- Un sujet emblématique de Prince Ferdinand, avec l'inscription In te spes reclinata recumbit
- Deux plaques d'une thèse, dédicacées à Sigismond III de Pologne
- Six plaques, avec le frontispice, pour l’Académie de l'Espée de Gérard Thibault d'Anvers (en) (1628)
- Dispute entre le Gros et le Maigre (B. A. Bolswert inv.)

### Divers sujets, d'après des maîtres flamands

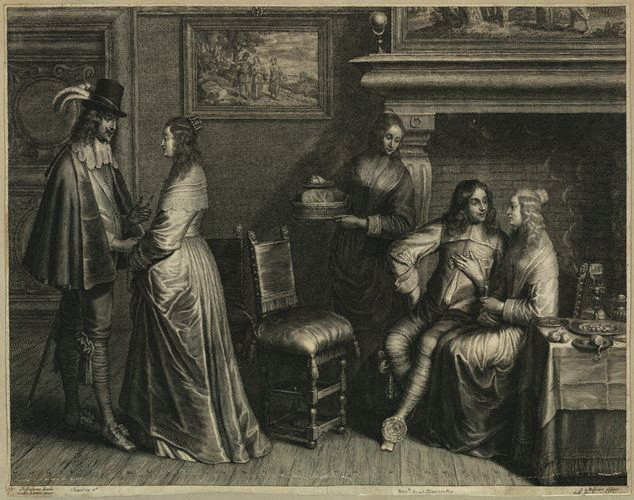
Élégante compagnie à l'intérieur, d'après une peinture de Christoffel van der Laemen (National Portrait Gallery).

- La Mort d'un Saint, et celle d'un pécheur, d'après Abraham van Diepenbeeck
- Le Christ mort sur les genoux de la Vierge Marie, Diepenbeeck
- La Crucifixion des Trois Jésuites au Japon, Diepenbeeck
- La Crucifixion, d'après Jacob Jordaens
- Mercure et Argus, d'après Jordaens
- L'infant Jupiter, d'après Jordaens
- Pan jouant de la flûte, d'après Jordaens
- Un Concert (intitulé Soo Doude songen, soo pepen de Jongen, d'après Jordaens
- La Salutation, d'après Gerard Seghers
- Le retour de la Sainte Famille, après la fuite en Egypte, d'après Seghers
- La Vierge apparaissant à Saint Ignace, qui est à genoux, d'après Seghers
- Saint François Xavier, tenté par le Diable, d'après Seghers
- Saint Pierre reniant le Christ, d'après Seghers
- Le Sacrifice d'Isaac, d'après Theodore Rombouts
- Un Concert, d'après Rombouts
- La Vierge avec l'enfant Jésus portant un Globe, d'après Érasme II Quellin
- La Communion de Sainte Rose, d'après Érasme II Quellin
- Le Triomphe de l'Archiduc Léopold-Guillaume, gouverneur des Pays-Bas, 1653, en quatre feuilles, d'après Érasme II Quellin

### Portraits et autres, d'après Van Dyck

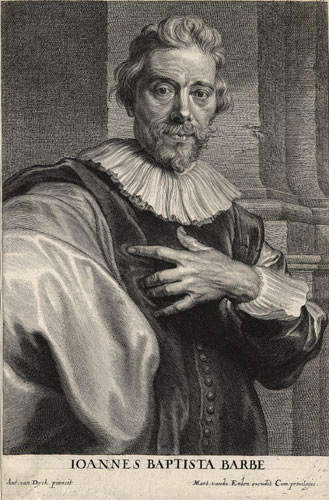
Portrait de Jean-Baptiste Barbé, d'après Antoine van Dyck, ca. 1636-1641.

- Andries van Eertvelt (peintre d'Anvers)
- Marten Pepijn (en) (peintre)
- Adriaen Brouwer (peintre)
- Jean-Baptiste Barbé (graveur)
- Justus Lipsius (historiographe)
- Albert de Ligne (en), Prince de Brabançon et Arenberg
- Mary Ruthven, épouse de Van Dyck
- Margaret de Lorraine (duchesse d'Orléans)
- Willem de Vos (peintre)
- Sebastiaan Vranck (peintre)
- Maria mater Dei
- La Sainte famille, avec un ange portant une couronne
- La Vierge et l'enfant Jésus sur son genou, avec un saint féminin portant une palme
- La Sainte famille, avec l'Enfant dormant dans les bras de la Vierge
- La Sainte famille dans un paysage, avec plusieurs anges
- Le Christ à la couronne d'épines
- L'Élévation de la Croix
- La Crucifixion, grand format, avec deux hommes à cheval, et une figure tendant la Sainte Éponge vers le Christ. De l'autre côté, la Vierge Marie et Saint Jean debout, et Marie Madeleine à genoux embrassant la Croix. Cette gravure est considérée comme l'une des plus belles de Bolswert. Dans le premier état, qui est rare, la main de Saint Jean n'est pas sur l'épaule de la vierge ; dans le deuxième état, la main de Saint Jean repose sur l'épaule de la Vierge et le nom de Van Dyck est déplacé de la gauche au coin inférieur droit de la plaque ; dans le dernier état, la main est effacée, probablement pour revenir à la composition du premier état, mais cela reste facilement notable.

### Sujets d'après Rubens
- Le serpent effronté (Bâton de Moïse ; les meilleurs états sont ceux qui ont le mot Antwerpiae dans le coin inférieur droit, sans le nom de G. Hendrix)
- Le Mariage de la Vierge (les meilleurs états ont le nom de Hendrix, sans le mot Antwerpiae)
- L'Annonciation
- La Nativité
- L'Adoration des Mages
- Le retour de la fuite en Egypte
- Le Festin d'Hérode, avec Hérodiade présentant la tête de Saint Jean à sa mère
- Le Bourreau donnant la tête de Saint Jean à Hérodiade
- La Pêche miraculeuse (en trois plaques)
- Le Christ crucifié parmi les Voleurs (G. Hendrix exc.)
- La Crucifixion, un Soldat à cheval perçant le flanc de Notre Sauveur (daté 1631)
- La Crucifixion, avec la ville de Jérusalem au loin (M. van den Enden exc.)
- Le Christ mort sur les genoux de la Vierge Marie, avec Saint François
- La Résurrection (M. van den Enden exc.)
- L'Ascension (M. van den Enden exc.)
- Les Quatre Évangélistes
- Les Pères de l'Église (Nic. Lauwers exc.)
- La Destruction de l'Idolâtrie (en deux feuilles ; Nic. Lauwers exc.)
- Le Triomphe de l'Église (en deux feuilles ; Nic. Lauwers exc.)
- L'Immaculée Conception (Ant. Bon. Enfant exc.)
- L'Assomption (plaque tordue ; M. van den Enden exc.)
- L'Assomption, avec l'un des disciples soulevant la pierre de la tombe (M. van den Enden exc. ; les états avec le nom de C. van Merlen sont retouchés)
- L'Enfant Jésus embrassant la Vierge Marie (M. van den Enden exc.)
- La Vierge Marie portant un Globe, et l'Enfant Jésus portant un Sceptre
- La Sainte Famille, avec l'Enfant Jésus et Saint Jean caressant un Agneau
- La Sainte Famille, avec un perroquet sur un pilier (A. Bon. Enfant exc.)
- Saint Ignace et Saint François Xavier (le premier état ne contiennent pas le nom de Rubens)
- L'Éducation de la Vierge par Sainte Anne (les meilleurs états ne contiennent pas le nom de Hendrix)
- Sainte Cécile
- Sainte Thérèse aux pieds du Christ, intercédant pour les âmes du Purgatoire (M. van den Enden exc.)
- La Continence de Scipion
- Silène, soûl, soutenu par un Satyre, avec une autre figure
- Une Danse paysanne (Gillis Hendricx exc.)

### Paysages et scènes de chasse
- Grands paysages d'après Rubens (480 × 650 mm)[4] dont :

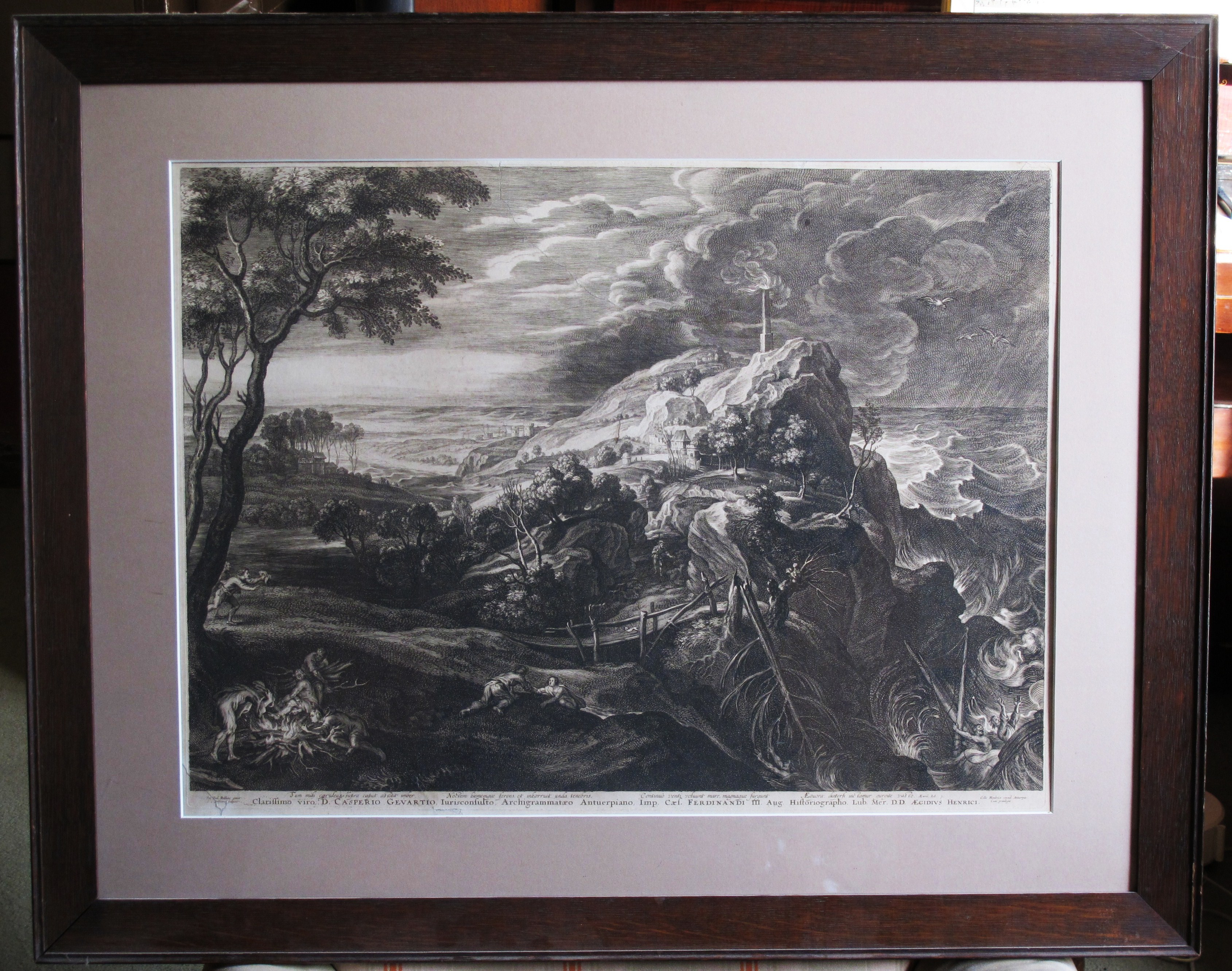
L'Épave d'Aneneas (d'après Rubens).

  - Philémon et Baucis (Ovide ; grand paysage avec déluge, d'après Rubens (ca. 1625 : Kunsthistorischesmuseum, Vienne, Autriche ; exemplaires au Fitzwilliam Museum (K.28))
  - Épave d'Aeneas (Virgile ; grand paysage avec côte maritime et épave, d'après Rubens (ca. 1620 : Gemäldegalerie (Stiftung Preussischer Kulturbesitz), Berlin, Allemagne)
  - Épave de Saint Paul à Malte (paysage avec arc-en-ciel ; d'après Rubens : Adler 36 (musée national de Berlin) et exemplaires au Fitzwilliam Museum (K.23))[5]
  - La Chasse au sanglier de Calydon avec Atalante et Méléagre dans un grand paysage silvestre (exemplaires au Fitzwilliam Museum (K.24))
  - Vue près de Malines, avec Haymakers et Waggon, et des figures conduisant une charrue
  - Le Retour du fils prodigue (d'après Rubens (ca. 1618 : musée royal des beaux-arts d'Anvers ; exemplaires au Fitzwilliam Museum (K.22))
- Plusieurs petits paysages (dont vingt connus)
- Plusieurs scènes de chasse (dont douze connues, dont une chasse au lion)